# Monte Lerno
El monte Lerno (antiguamente Monte Lèrron), es una montaña en la isla italiana de Cerdeña. Se encuentra en el territorio del municipio de Pattada y alcanza los 1094 m s. n. m. de altitud. Las laderas de esta montaña, que domina el territorio circundante, están recubiertos de antiguos bosques de robles pubescentes, encinas, enebros, madroño y robles. La Azienda Forestale ha favorecido un plan de repoblación del territorio con animales que estaban en peligro de extinguirse en esta parte como el muflón y el ciervo sardo. En los pequeños lagos artificiales que recubren el territorio en la base del macizo nidifican los ánades reales, mientras que en la cima se encuentra el águila real. Las fuentes naturales diseminadas en sus laderas proporcionan agua a las fuentes de Pattada, mientras que a los pies del monte Lerno se extiende el embalse homónimo, conocido también como lago del río Mannu, del que disfrutan desde el punto de vista hídrico varios municipios de la zona.

## Geología
Hablando geológicamente el monte Lerno tiene un origen muy antiguo, como por otro lado la isla en la que se encuentra, lo que hace que sus cimas sean redondeadas.

## WRC
Desde 2004 a 2012, la montaña ha albergado el Rally de Cerdeña, carretera automovilística válida para el Campeonato del Mundo de Rally. La etapa de monte Lerno, con su circuito trazado por estrechos pasajes, majestuosos saltos y complicadas curvas está considerada por los campeones de rally como una de las más difíciles del mundo. En el monte Lerno han triunfado:
- 2004 - Petter Solberg, Subaru
- 2005 - Sébastien Loeb, Citroën
- 2006 - Sébastien Loeb, Citroën
- 2007 - Marcus Grönholm, Ford
- 2008 - Sébastien Loeb, Citroën
- 2009 - Jari-Matti Latvala, Ford